# Fanerozoic
Fanerozoicul este actualul eon geologic pe scala timpului geologic, eon în care viața animalelor și a plantelor este abundentă. A început acum 541,0 ± 1,0 milioane de ani în urmă și încă nu s-a  încheiat. Numele ei provine din greaca veche φανερός (fanerós) și ζωή (zo̱í̱), care înseamnă viață vizibilă, deoarece se credea odată că viața a început în Cambrian, prima perioadă a acestui eon. Timpul dinaintea Fanerozoicului, numit supereonul Precambrian, este divizat în: Hadean, Arhaic și Proterozoic. Viața plantelor a apărut la începutul eonului Fanerozoic.
Momentul  de  separare  al Precambrianului de Fanerozoicul a fost inițial stabilit de apariția abundenței de fosile. Ulterior au fost făcute astfel de descoperiri anterioare acestei limite.

## Erele din Fanerozoic
Fanerozoicul se divide în trei mari ere geologice: Paleozoic, Mezozoic și Cenozoic și constă în 12 perioade: Cambrian, Ordovician, Silurian, Devonian, Carbonifer, Permian, Triasic, Jurasic, Cretacic, Paleogen, Neogen și Cuaternar. Caracteristicile Paleozoicului sunt apariția peștilor, amfibienilor și a reptilelor. Mezozoicul este condus de reptile, și are loc evoluția mamiferelor, păsărilor și a dinozaurilor. Cenozoicul este timpul mamiferelor, și mai recent, a oamenilor.

### Era Paleozoic
Paleozoicul este un timp din istoria Pământului în care au evoluat forme complexe de viață, de la cele care au înghițit prima gură de oxigen pe uscat și apoi diversificarea tuturor formelor de viață. Paleozoicul este împărțit în șapte perioade: Cambrian, Ordovician, Silurian, Devonian, Carbonifer și Permian.

#### Cambrian

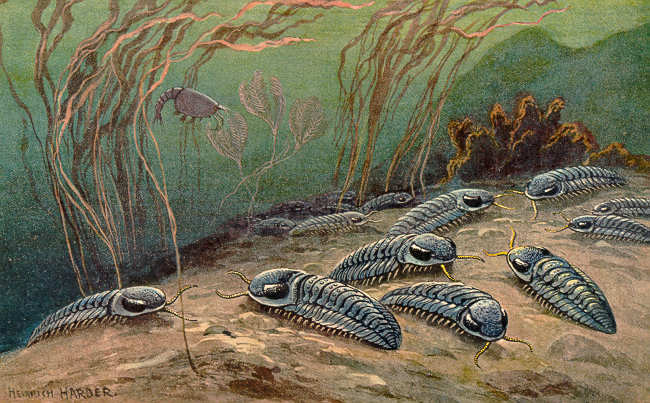
Trilobiți

Cambrianul se întinde de la 540 de milioane de ani în urmă la 485 de milioane de ani și este prima perioadă a Paleozoicului și a erei Fanerozoice. Cambrianul stârnește un boom în evoluție, eveniment cunoscut sub numele de Explozia Cambriană în care a evoluat cel mai mare număr de creaturi din istoria Pământului în decursul unei perioade. Au evoluat plante precum alge, fauna este dominată de artropode blindate, cum ar fi trilobiții. În acest timp, supercontinentul Pannotia începe să se despartă, mare parte din el devenind supercontinentul Gondwana.

#### Ordovician

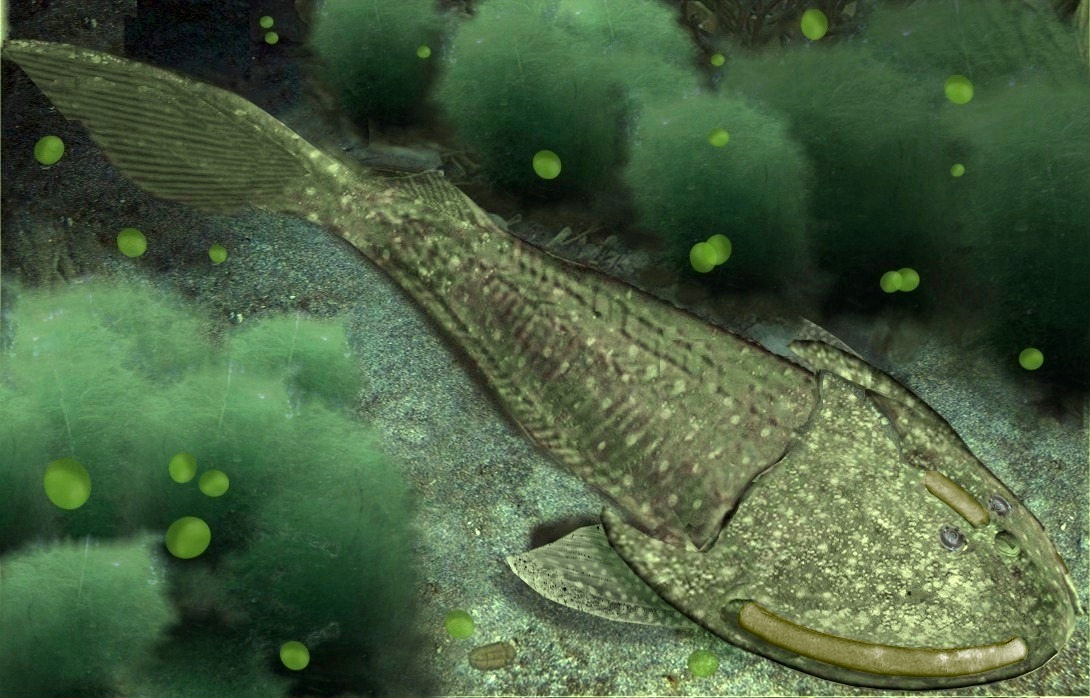
Cephalaspis

Ordovicianul se întinde de la 485 de milioane de ani în urmă la 440 de milioane de ani. Ordovicianul este o perioadă de timp din istoria Pământului în care multe specii au evoluat, unele răspândite și astăzi, cum ar fi peștele primitiv, cefalopodele și coralul. Cele mai frecvente forme de viață erau trilobiți, melci și scoici. Mai important, primele artropode au mers pe uscat pentru a coloniza golul supercontinent Gondwana. Până la sfârșitul perioadei, Gondwana era la Polul Sud, America de Nord s-a ciocnit cu Europa închizând Oceanul Atlantic. Glaciațiunea Africii a dus la o scădere importantă a nivelului mării, omorând formele de viață de-a lungul coastei Gondwana.
Glaciațiunea a dus la "Pământul de Zăpadă" care a avut ca rezultat extincția Ordovician-Silurian, când 60% din nevertebratele marine și 25% din familii au disparut. Acesta este considerată prima extincție în masă și a doua ca mărime din istoria Pământului. 

#### Silurian
Silurianul se întinde de la 440 de milioane de ani în urmă la 415 de milioane de ani. În Silurian Pământul și-a revenit din glaciațiunea "Pământul de Zăpadă". În această perioadă au evoluat peștii, au apărut primii pești de apă dulce, și artropodele cum ar fi scorpionii de mare erau încă prădători de top. Viața complet terestră a evoluat, formele ei incuzând și arahnide timpurii, ciuperci, și miriapode. De asemenea, evoluția plantelor vasculare (Cooksonia) a permis plantelor să obțină un punct de sprijin pe uscat. Aceste plante terestre timpurii sunt precursorii tuturor plantelor de pe uscat. În acest timp există patru continente: Gondwana (Africa, America de Sud, Australia, Antarctica, India), Laurenția (America de Nord, părți ale Europei), Baltica (restul Europei) și Siberia (Asia de Nord). Creșterea recentă a nivelului mării a oferit condiții pentru multe specii noi să prospere în apă.

#### Devonian

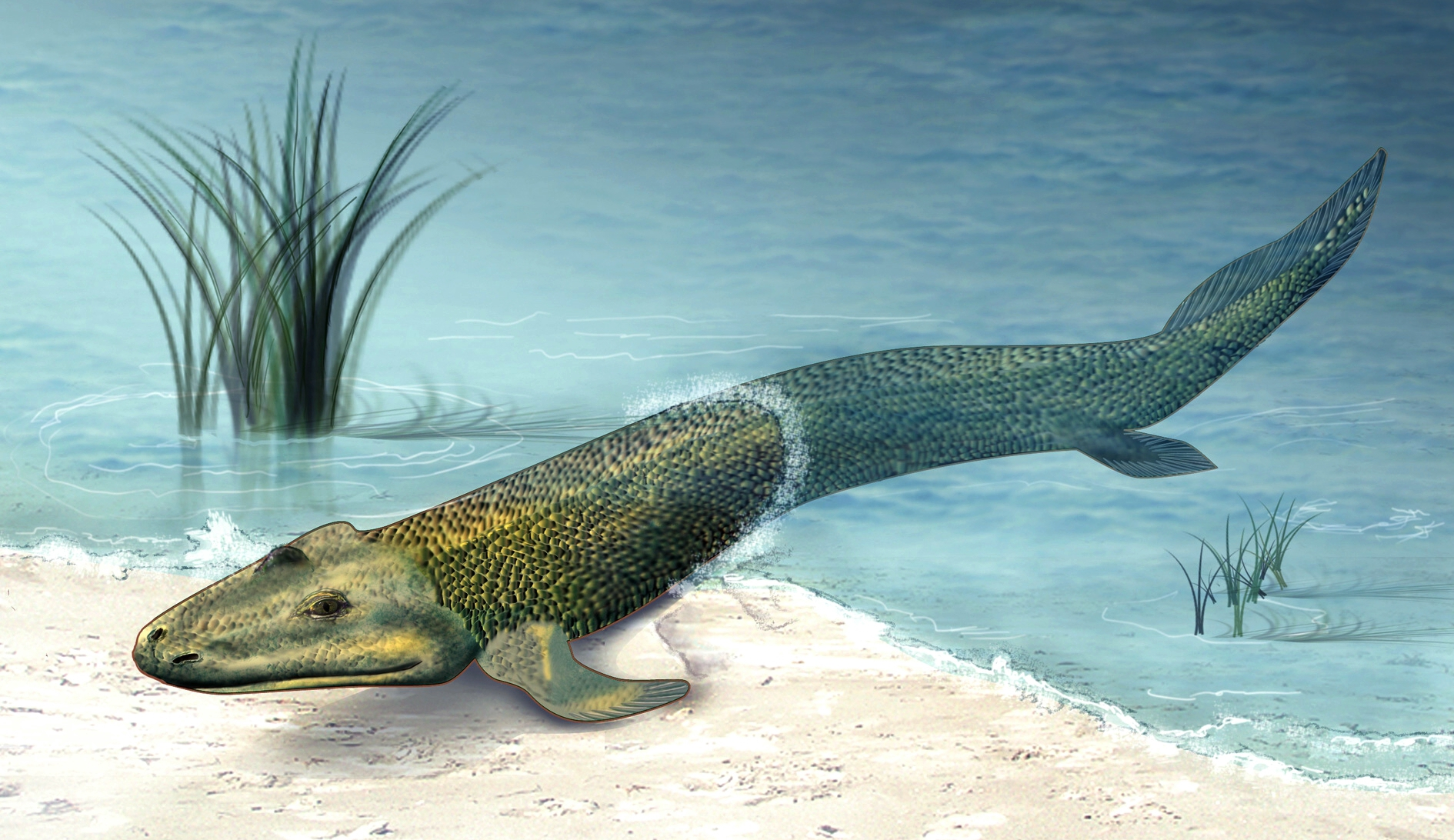
Desen artistic reprezentând un Tiktaalik

Devonianul se întinde de la 415 de milioane de ani în urmă la 360 de milioane de ani. Cunoscut și drept "Vârsta peștilor", Devonianul are o diversificare foarte mare în pește, inclusiv pești blindați ca Dunkleosteus și pești-cu-înotătoare-lobate, purtând primele indicii de membre, care în cele din urmă a evoluat în primele tetrapode.
Pe uscat, grupurile de plante s-au diversificat incredibil, eveniment cunoscut sub numele de Explozia Devoniană, în care au evoluat primii copaci, precum și semințele. Acest eveniment a diversificat de asemenea viața artropodelor. Au evoluat primii amfibieni iar peștii erau situați în partea de sus a lanțului alimentar. Aproape de sfârșitul Devonianului 70% din toate speciile au disparut printr-un eveniment cunoscut sub numele de Extincția din Devonianul târziu, care este a doua extincție în masă cunoscută a se fi întâmplat.

#### Carbonifer

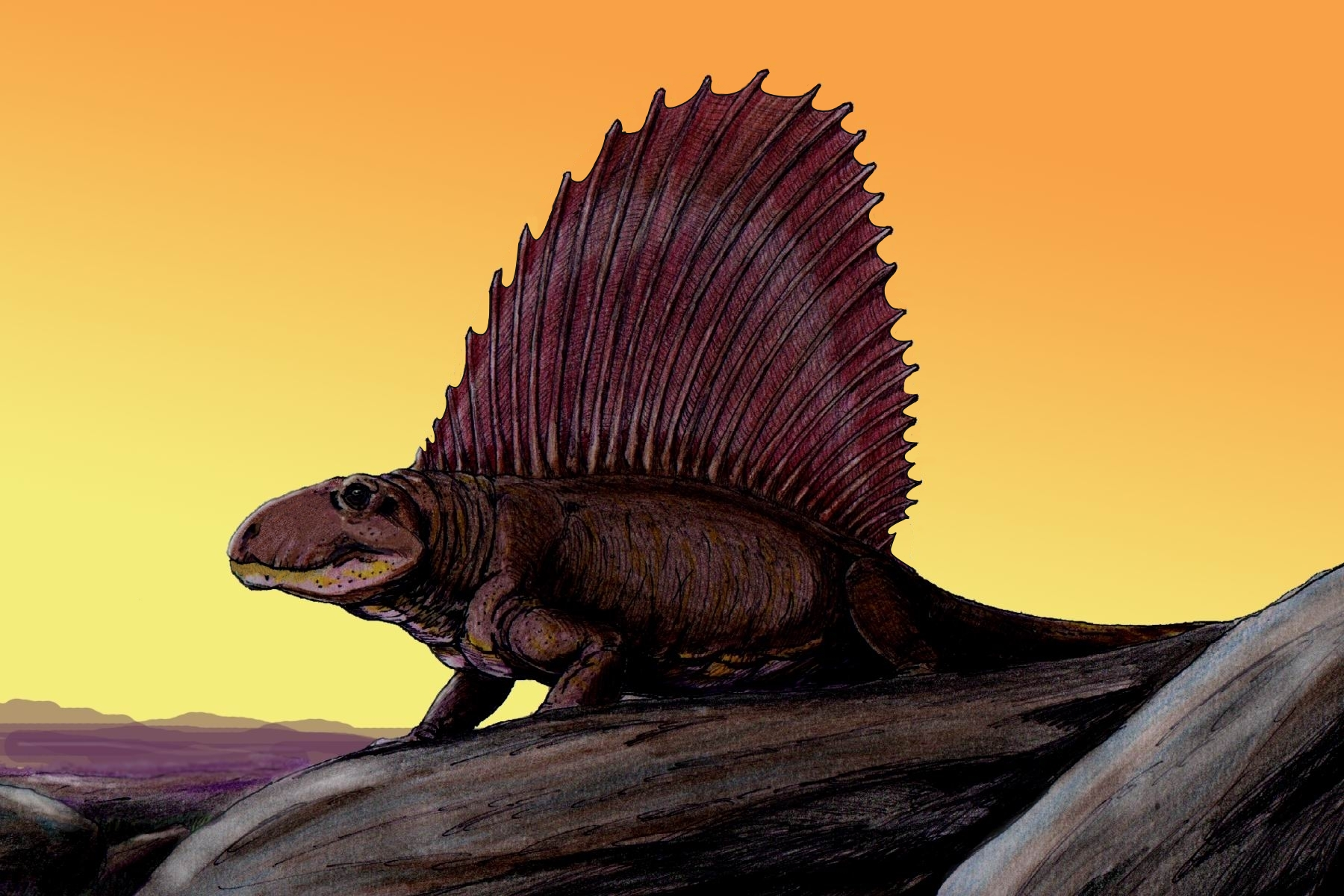
Dimetrodon

Carboniferul se întinde de acum 360 de milioane la 300 de milioane de ani. În acest timp, temperatura medie la nivel global a fost exagerat de mare: la începutul Carboniferului o medie de aproximativ 20 de grade Celsius (dar s-a răcit până la 10 grade în timpul Carboniferului Mijlociu). Mlaștini tropicale au dominat Pământul iar întinderile mari de copaci au creat mare parte din carbonul din care s-a format cărbunele folosit azi (de unde și numele de "Carbon-ifer"). Poate cea mai importantă dezvoltare evolutivă a timpului a fost evoluția de ouă amniotice, care a permis amfibienilor să rămână vertebrele dominante de-a lungul perioadei. De asemenea, au evoluat primele reptile în mlaștini. De-a lungul Carboniferului a existat un model de răcire, care în cele din urmă a condus la glaciațiunea continentului Gondwana care era situat în jurul polului sud, un eveniment cunoscut sub numele de glaciațiunea Permo-Carbonifer.

#### Permian
Permianul se întinde de acum 300 de milioane de la 250 milioane de ani și a fost ultima perioadă a Paleozoicului. La început, toate continentele erau prinse împreună pentru a forma supercontinentul Pangeea, înconjurat de un ocean numit Panthalassa. Pământul a fost foarte uscat în această perioadă, cu anotimpuri dure, climatul din interiorul Pangeea nefiind reglementat de mari întinderi de ape. 
Reptilele au prosperat în noul climat uscat. Creaturi cum ar fi Dimetrodonul și Edaphosaurus au condus noul continent. Primele conifere au evoluat, apoi au dominat peisajul terestru. Aproape de sfârșitul perioadei, Scutosaurus și gorgonopsidele au umplut continentul. În cele din urmă au dispărut, împreună cu 95% din toată viața de pe Pământ, într-un eveniment cunoscut sub numele de "Moartea cea Mare", al treilea eveniment de extincție în masă din lume.

### Era Mezozoică
Cunoscută de asemenea sub numele de "Epoca dinozaurilor", Mezozoicul este caracterizat de evoluția reptilelor mari care au condus Pământul de pe uscat, mare și chiar din aer, timp de 150 de milioane de ani. Mezozoicul este împărțit în 3 perioade: Triasic, Jurasic și Cretacic.

#### Triasic
Triasicul a durat cca 50 de milioane de ani (perioada cuprinsă între acum 250 de milioane de ani și 200 milioane de ani). Perioada Triasic este o perioadă de tranziție din istoria Pământului între Extincția din Permian și perioada luxuriantă din Jurasic. Ea are trei epoci majore: Triasicul timpuriu, Triasicul mijlociu și Triasicul târziu.

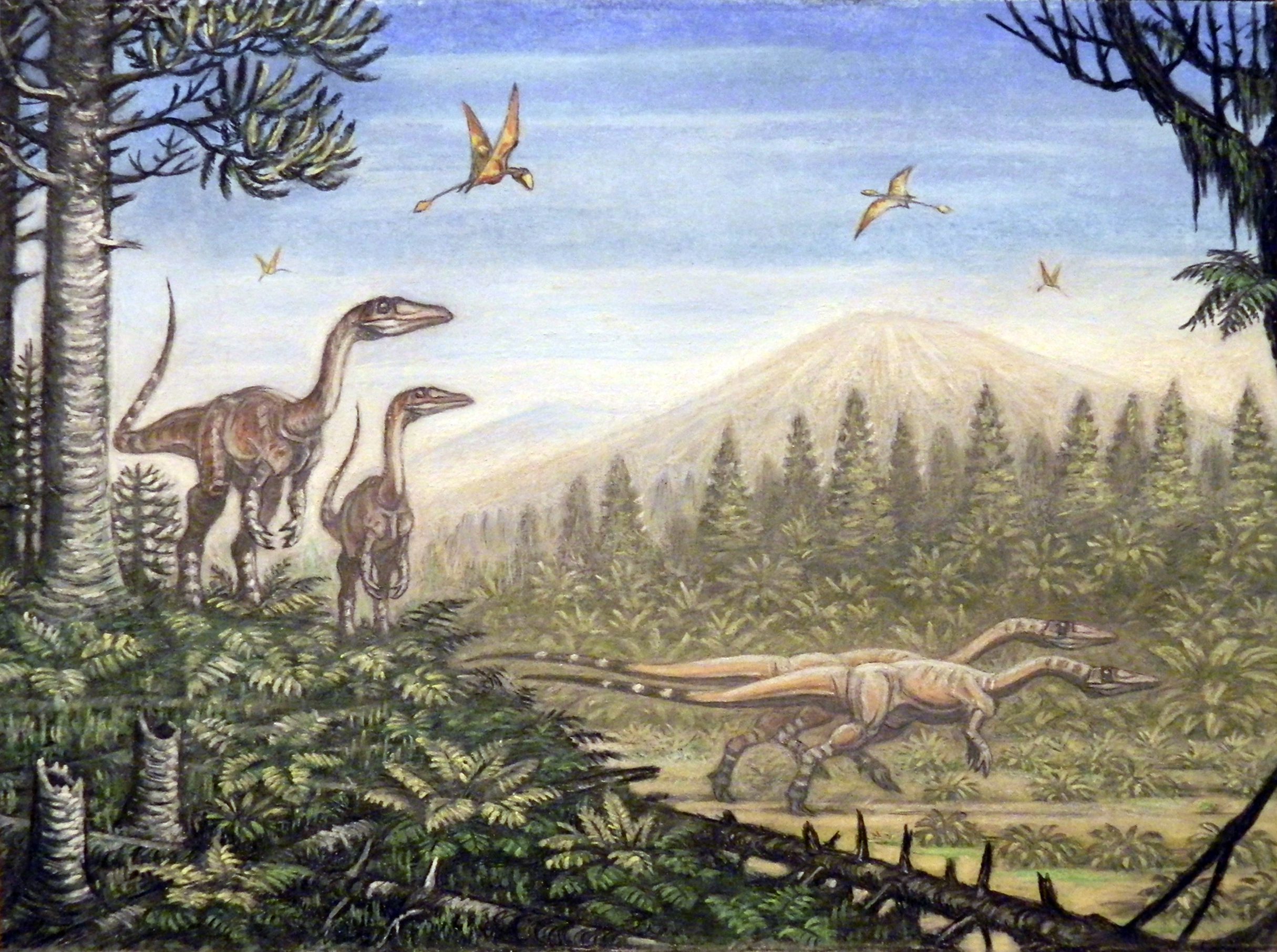
Coelophysis, unul dntre primii dinozauri, apărut în Triasicul târziu.

Triasicul timpuriu a durat 3 milioane de ani (între acum 250 de milioane de ani până acum 247 milioane de ani) și a fost dominată de deșerturi, Pangeea neîncepând să se despartă încă și deci interiorul ei era arid. Pământul tocmai își revenea după ce mai mare extincție din istoria sa, când au dispărut 95% din animalele marine și 70% din cele terestre probabil din cauza unor erupții vulcanice și a unui meteorit. Cea mai comună formă de viață de pe Pământ au fost Lystrosaurus, labyrinthodont și Euparkeria împreună cu multe alte creaturi care au reușit să supraviețuiască Marii Morți. Temnospondyli au evoluat în aceasă perioadă și au devenit predătorii dominanți.

Triasicul mijlociu a durat 10 milioane (între acum 247 de milioane de ani până acum 237 milioane de ani). A fost caracterizat de începutul despărțirii supercontinentului Pangeea și apariția mării Tethis. Ecosistemul și-a revenit din devastarea Marii morți. Fitoplanctonul, coralul și crustaceele și-au revenit iar reptilele au început să crească din ce în ce mai mari. Noi reptile acvatice au evoluat, cum ar fi ihtiozaur și nothosaur. Pădurile de pin au înflorit aducând împreună țânțari și muște de fructe. Au evoluat primii crocodili care au provocat concurență cu amfibienii mari, stăpânii apelor dulci.
Triasicul târziu a durat 37 de milioane de ani (între acum 237 de milioane de ani până acum 200 milioane de ani). În urma înfloririi din Triasicul mijlociu, Triasicul târziu se caracterizează prin frecvente perioade scurte fierbinți, precum și cu precipitații moderate. Încălzirea a dus la un boom de evoluție reptiliană, au evoluat primii dinozauri adevărați precum și pterozaurul.  Toate aceste schimbări climatice au dus la extincția în masă din Triasic-Jurasic, în care toți archosaurii (cu excepția crocodililor primitivi), sinapside și aproape toți amfibienii mari au dispărut, precum și 34% din viața marină, în al patrulea eveniment de extincție în masă a lumii. Cauza este discutabilă.

#### Jurasic

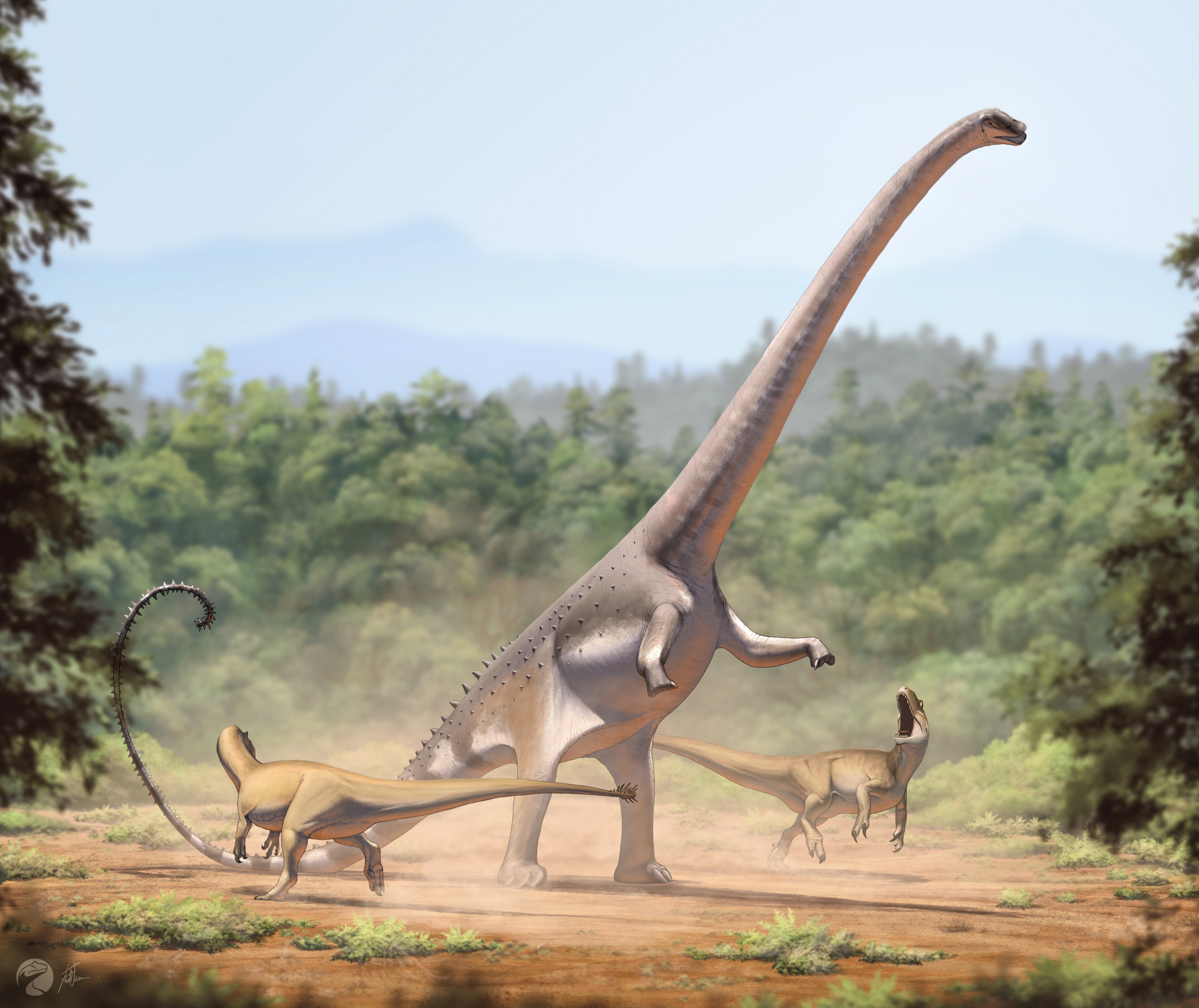
Allosaurus vânând un Barosaurus în Jurassic America de Nord.

Jurasicul a durat 55 de milioane de ani (între acum 200 de milioane de ani până acum 145 milioane de ani) și cuprinde trei epoci majore: Jurasicul timpuriu, Jurasicul mijlociu și Jurasicul târziu.
Jurasicul timpuriu a durat 25 de milioane de ani (între acum 200 de milioane de ani până acum 175 milioane de ani). Climatul a fost mult mai umed decât în Triasic și ca rezultat, a fost un climat tropical. În oceane, plesiosaurii,  ichthiozaurii și ammonoidele umpleau apele ca viețuitoare dominante ale apelor. Pe uscat, dinozaurii și alte reptile reprezentau rasa dominantă a uscatului. Au evoluat primii crocodili ducând până aproape de dispariție marii amfibieni. Reptilele conduceau lumea. Între timp, evoluează primele mamifere, dar nu depășesc înălțimea unei scorpii.

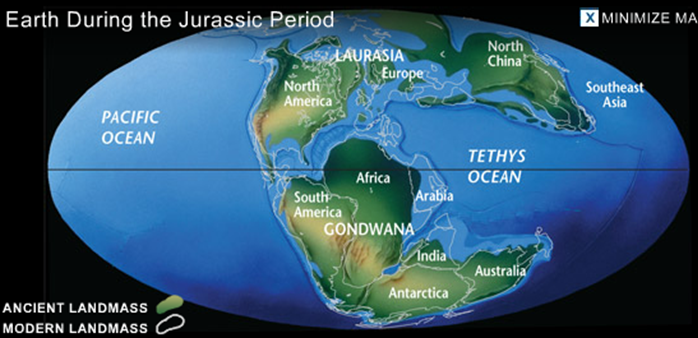
Pământul în timpul Jurasicului

Jurasicul mijlociu a durat 12 milioane de ani (între acum 175 de milioane de ani până acum 163 milioane de ani). În această perioadă reptilele au prosperat cu efective imense de sauropozi, cum ar fi Brachiosaurus și Diplodocus. Mulți alți prădători au crescut, Allosaurus. Pădurile de conifere reprezentau cea mai mare parte a pădurilor. În oceane, pleziozaurii erau destul de frecvenți iar ichthiozaurii au prosperat. În această epocă are loc dezvoltarea maximă a dinozaurilor. Se dezvoltă crocodili giganți, rechini și calcani. Se dezvoltă ferigile, coniferele sequoia și chiparoșii.
Jurasicul târziu a durat 18 milioane de ani (între acum 163 de milioane de ani până acum 145 milioane de ani). S-a caracterizat prin extincția masivă a sauropozilor și ichthiozaurilor din cauza separării supercontinentului Pangeea în continentele Laurasia și Gondwana, extincție cunoscută sub numele de extincția Jurasic-Cretacic. Nivelului mării a crescut distrugând preriile de ferigi și a creat adâncituri în urma sa. Ichthiozaurii au disparut în timp ce sauropozii nu au dispărut în întregime în Jurasic; de fapt, unele specii, cum ar fi Titanosaurus, au trăit până la extincția K-T. Creșterea nivelului mării a deschis marea Atlantic, care va continua să se mărească în timp. Lumea astfel împărțită a dat posibilitatea apariției de noi dinozauri.

#### Cretacic

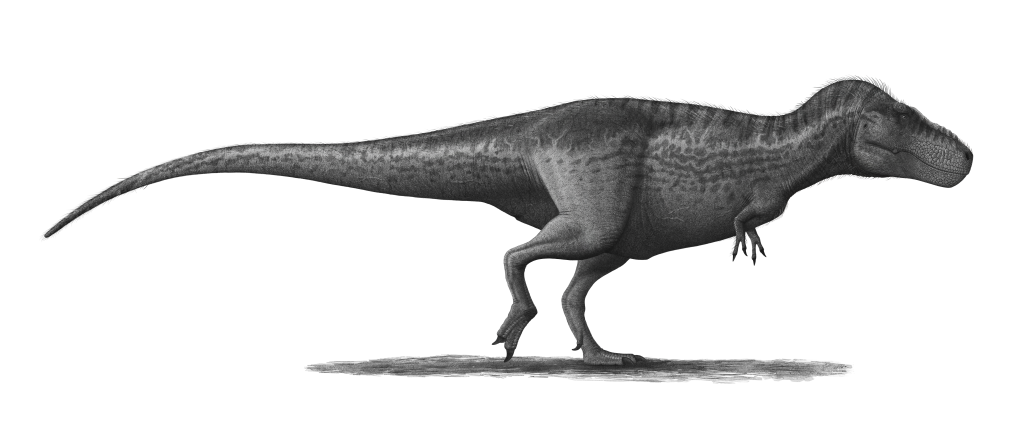
Tyrannosaurus rex, unul din cei mai mari predători din toate vremurile a trăit în Cretacicul târziu.

Cretacicul este cea mai lungă perioada din Mezozoic și are doar două perioade: Cretacicului timpuriu și Cretacicul târziu.
Cretacicul timpuriu a durat 45 de milioane de ani (între acum 145 de milioane de ani până acum 100 milioane de ani). Cretacicul timpuriu a văzut extinderea căilor maritime, și, ca urmare, declinul și extincția sauropozilor (cu excepția Americii de Sud). S-au creat multe adâncituri de coastă care au provocat extincția ichthiozaurilor. Apare un nou prădător, Mozazaurul, care se dezvoltă și poate atinge 14 metri, devenind stăpânul mărilor. Unii dinozauri, cum ar fi Eustreptospondylus, au evoluat pentru a face față adânciturilor de coastă și insulelor mici din Europa antică. Alți dinozauri au apărut pentru a umple spațiul gol pe care dispariția din Jurasic-Cretacic l-a lăsat în urmă, cum ar fi Carcharodontosaurus și Spinosaurus.
Cel mai mult succes au avut dinozaurii Iguanodon care s-au răspândit pe toate continentele. Anotimpurile au început să-și facă efectele și polii au devenit reci, dar dinozaurii ca Leaellynasaura au continuat să locuiască în această zonă, ei populând tot timpul anului pădurile polare. Apar și primele păsări care au evoluat și au declanșat o concurență cu pterozaurii.

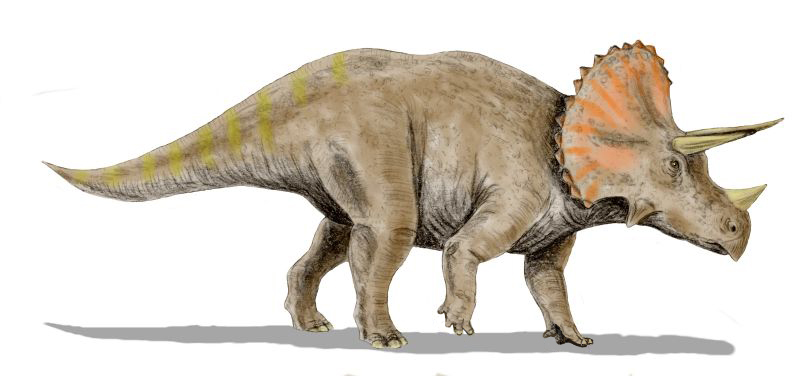
Triceratops

Cretacicul târziu a durat 35 de milioane de ani (între acum 100 de milioane de ani până acum 65 de milioane de ani). S-a caracterizat print-o tendință de răcire care va continua și în perioada cenozoică. În cele din urmă tropicul s-a limitat la ecuator și zonele dincolo de liniile tropicale au prezentat modificări sezoniere extreme. Dinozaurii încă prosperau cu noi specii, cum ar fi Tyrannosaurus, Ankylosaurus, Triceratops și hadrozaurii care dominau lanțul trofic.
Pterozaurii, reptilele zburătoare, încep să piardă bătălia cu păsările care sunt mai bine adaptate la zbor. Ultimul pterozaur care a dispărut a fost Quetzalcoatlus. Marsupialele s-au dezvoltat în pădurile de conifere mari ca necrofagi. În oceane pe lângă Mozazauri se dezvoltă și pleziozauri uriași cum ar fi Elasmosaurus. Apar primele plante cu flori. La sfârșitul Cretacicului, regiunea vulcanică denumită Capcanele Deccan, și alte erupții vulcanice au otrăvit atmosfera.
Cretacicul se sfârșeșt cu o altă extincție în masă, cunoscută sub numele de extincția Cretacic-Paleogen, a cincea și cea mai recentă extincție, în care 75% din viața de pe Pământ a dispărut, inclusiv toți dinozaurii non-zburători. Tot ce avea peste 10 kilograme a dispărut. 

### Era Cenozoică
Cenozoicul este era care este încă  în desfășurare. Se caracterizează prin dezvoltarea mamiferelor care ajung să domine Pământul și este împărțită în trei epoci: Palogen, Neogen și Cuaternar.

#### Paleogen

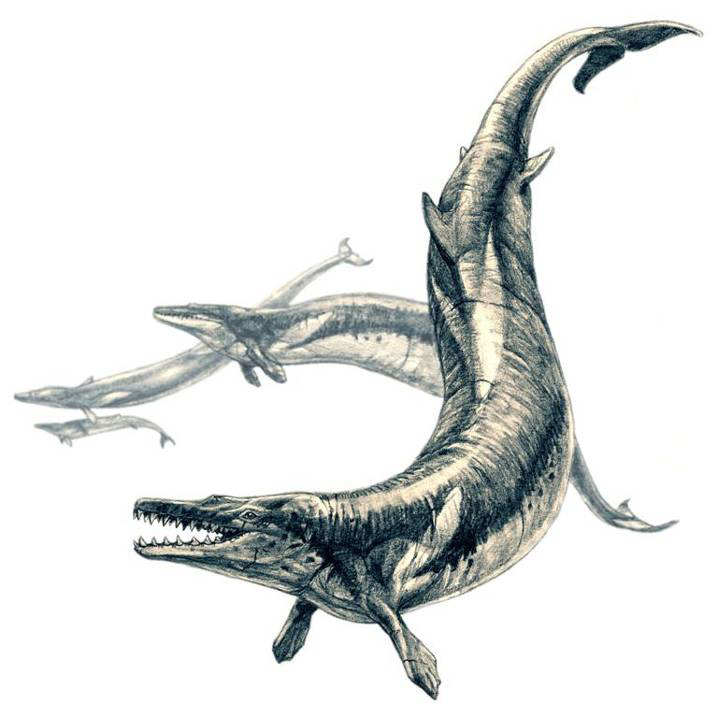
Basilosaurus (o balenă, în ciuda numelui)

Paleogenul a durat 42 de milioane de ani (între acum 65 de milioane de ani până acum 23 de milioane de ani). Este alcătuit din trei epoci: Paleocen, Eocen și Oligocen. 
Paleocenul a durat 10 milioane de ani. Este perioada de tranziție între extincția din Cretacic-Paleogen și mediul bogat de jungle din Eocenul timpuriu. Paleocenul timpuriu a văzut revenirea Pământului. Continentele  ajung  în  configurația modernă, însă toate continentele (și India) erau separate unul de altul. Afro-Eurasia este separată de marea Tethis și Americile sunt separate de strâmtoarea Panama, istmul nefiind încă format.

Această epocă are o tendință generală de încălzire, cu jungle care ajung până la poli. Acum că marile reptilele care au condus până odată au disparut, oceanele erau dominate de rechini. Mamifere arhaice au umplut lumea, cum ar fi creodontele și primatele timpurii care au evoluat pe parcursul Mezozoicului și care nu depășiseră 10 kilograme. Mamiferele sunt încă destul de mici.
Eocenul a durat 22 de milioane de ani. În Eocenul timpuriu viețuitoarele sunt mici și trăiesc în jungle înghesuite, la fel ca în Paleocen. În continuare nu existau viețuitoare mai mari de 10 kilograme. Printre ele erau: primate timpurii, balene și cai, împreună cu multe alte forme timpurii de mamifere. În vârful lanțului trofic erau păsări uriașe ca Gastornis. Este singura dată în istoria înregistrată când păsările au condus lumea (cu excepția strămoșilor lor, dinozaurii). Temperatura era de 30 de grade celsius cu o mică variație de la pol la pol. În Eocenul mijlociu curenții formați între Australia și Antarctica au perturbat curenții oceanici din întreaga lume și ca urmare a rezultat un efect de răcire globală, aria junglelor micșorându-se. Acest lucru a permis mamiferelor să crească la proporții mamut, cum ar fi balenele, care sunt, de acum, aproape complet acvatice. Mamifere ca Andrewsarchus erau acum în partea de sus a lanțului trofic și rechinii au fost înlocuiți cu balene ca Basilosaurus în cursa pentru supremația apelor. Eocenul târziu a văzut renașterea anotimpurilor care au provocat extinderea zonelor savană împreună cu dezvoltarea ierbii.
Oligocenul a durat 10 milioane de ani. S-a caracterizat prin extinderea ierbii care a dus la dezvoltarea multor specii noi, inclusiv primii elefanți, pisici, câini, marsupiale și multe alte specii încă răspândite și astăzi. Multe alte specii de plante au evoluat în această perioadă cum ar fi copacii veșnic verzi. Mamiferele au continuat să crească din ce în ce mai mari. Paraceratherium, cel mai mare mamifer de uscat care a trăit vreodată s-a dezvoltat în această perioadă, împreună cu multe alte perisodactile.

#### Neogen
Neogenul a durat 20 de milioane de ani (între acum 23 de milioane de ani până acum 3 de milioane de ani) și este cea mai scurtă epocă încheiată a Fanerozoicului. Cuprinde două epoci: Miocen și Pliocen.
Miocenul a durat 18 milioane de ani (între acum 23 de milioane de ani până acum 5 de milioane de ani) și este perioada în care iarba se răspândește în continuare, dominând în mod eficient o mare parte a lumii, în detrimentul pădurilor. Perisodactilele au prosperat și au evoluat în multe soiuri diferite. Au apărut maimuțele care au evoluat în 30 de specii. Marea Tethis s-a închis în cele din urmă cu crearea Peninsulei Arabe și în urma sa au rămas Marea Neagră, Marea Mediterană și Marea Caspică. S-au dezvoltat multe plante noi; 95% dintre semințele moderne au evoluat din Miocenul mijlocul.
Pliocenul a durat 2 milioane de ani (între acum 5 milioane de ani până acum 3 de milioane de ani). Se caracterizează prin câteva schimbări climatice dramatice care au dua la apariția speciilor și plantelor mderne. Cele mai dramatice sunt formarea Panama, precum și acumularea de gheață la poli ceea ce a dus la o extincție a animalelor din zonă, India și Asia se ciocnesc și se formează Himalaya. În America s-au format Munții Stâncoși și Munții Apalași. Marea Mediterană a secat pentru următoarele câteva milioane de ani.
Împreună cu aceste evenimente geologice majore, se dezvoltă Australopithecus în Africa, începând ramura umană. De asemenea, prin istmul Panama, animale migrează din America de Nord și de Sud, cu consecințe dezastruoase asupra ecologiei locale. Schimbările climatice aduc musonii indieni, deșerturile în Asia de Est și începutul deșertului Sahara. Continentele și mările Pământului se mută în formele lor actuale, iar harta lumii nu s-a schimbat prea mult de atunci.

#### Cuaternar

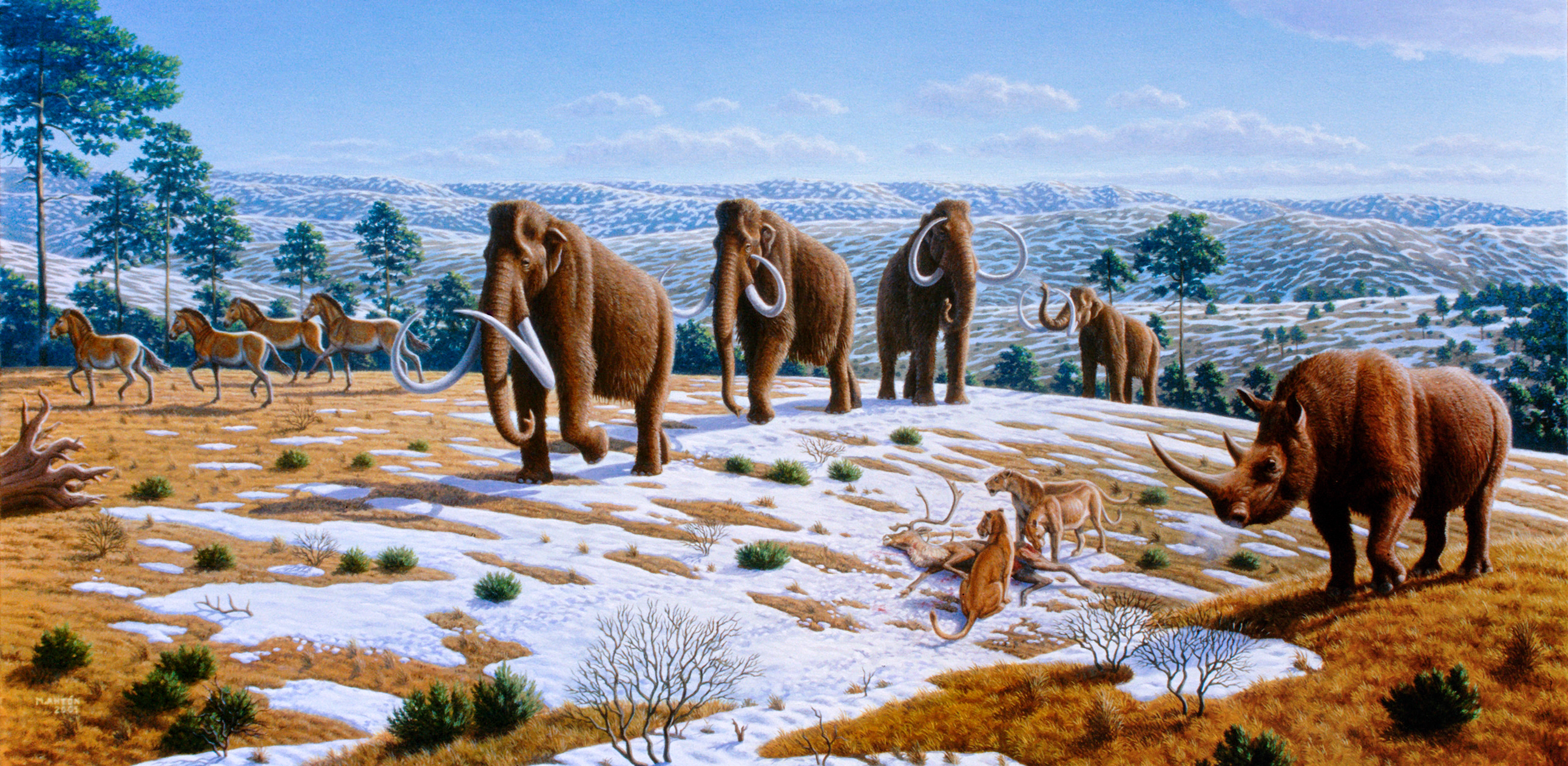
Fauna din Pleistocen (mamuți, leul de peșteră, rinocerul lânos, megaloceros, cai

Cuaternarul durează de acum 3 milioane de ani până în prezent și se împarte în două epoci: Pleistocen și Holocen.
Pleistocenul a durat de acum 3 milioane de ani până acum 12.000 de ani. Această epocă a cunoscut nu mai puțin de 20 de expansiuni și retrageri ale ghețarilor. Au fost afectate în special zonele de la latitudini și altitudini mari și în special emisfera nordică. Cum gheața a migrat progresiv spre ecuator, zonele la nord și sud de tropic au prezentat ierni intense și veri blânde. Între timp, Africa a experimentat secete cumplite care au dus la crearea deșerturilor Saharei, Namibiei și Kalahari. 
Pentru a face față, multe animale au evoluat, inclusiv mamuții, leneșii uriași, lupii cruzi și, cel mai faimos, Homo sapiens. Acum 100.000 de ani s-a marcat sfârșitul uneia dintre cele mai grave secete din Africa, precum și expansiunea omului primitiv. La sfârșitul Pleistocenului are loc o altă extincție care a dus la dispariția multor specii, inclusiv a ultimelor specii hominide, cu excepția Homo sapiens. Toate continentele sunt afectate însă Africa nu este lovită atât de greu.

#### Holocen
Făcând parte din Cuaternar, Holocenul durează de acum 12.000 de ani până în prezent. Cunoscut drept „Epoca Omului”, Holocenul este caracterizat de dezvoltarea oamenilor. Continentele au migrat în acest timp cu maxim un kilometru. Deși din punct de vedere geologic Holocenul este o perioadă extrem de scurtă de timp, din punct de vedere al percepției oamenilor ea este lungă, întreaga istorie a omului ca civilizație fiind înglobată în această perioadă.